# Isla Dek
La isla Dek (en Amárico: Dek Deset) es la isla más grande (aproximadamente 16 km²) en el lago Tana, en Etiopía. Es administrativamente incluido en la Región Amara. La población total es de aproximadamente 17.000 personas. Al sureste de Dek se encuentra la mucho más pequeña isla Daga.
Es el lugar donde se encuentran de varios monasterios ortodoxos, el más conocido es el llamado Narga Selassie. Dek es accesible por el ferry que va de Bahir Dar a Gorgora. El explorador Hormuzd Rassam menciona que visitó la isla en febrero de 1866, y describe que en el momento que las visitó contenían cuatro pueblos con una iglesia cristiana cada uno. 
Cuando R.E. Cheesman visitó la isla Dek entre 1932 y 1933, encontró que no era estrictamente "monasterial", pero contaba con cinco iglesias cada una con una pequeña aldea cercana.